# Tessmannia dewildemaniana
Tessmannia dewildemaniana är en ärtväxtart som beskrevs av Hermann August Theodor Harms. Tessmannia dewildemaniana ingår i släktet Tessmannia och familjen ärtväxter. Inga underarter finns listade i Catalogue of Life.